# Tour de Borneo
El Tour de Borneo es una carrera ciclista profesional por etapas malaya que se disputa en el mes de agosto. La última vez que se disputó fue en 2015.
Se disputa desde el 2012 formando parte del UCI Asia Tour, dentro de la categoría 2.2 (última categoría del profesionalismo).

## Palmarés
| Año  | Ganador          | Segundo             | Tercero           |
| ---- | ---------------- | ------------------- | ----------------- |
| 2012 | Michael Torckler | Nathan Earle        | Jonathan Lovelock |
| 2013 | Ghader Mizbani   | Mirsamad Pourseyedi | Joseph Cooper     |
| 2014 | No se disputó    |                     |                   |
| 2015 | Peeter Pruus     | Hari Fitrianto      | Mark Galedo       |

## Palmarés por países
| País          | Victorias |
| ------------- | --------- |
| Nueva Zelanda | 1         |
| Irán          | 1         |
| Estonia       | 1         |